# 伊東孝之
伊東 孝之（いとう たかゆき、1941年12月17日 - ）は、日本の国際政治学者。北海道大学名誉教授。早稲田大学名誉教授。専門は国際関係論、比較政治学、ポーランドを中心とした東欧地域研究。
日英露波独の5か国語を操り、同時通訳も可能であることで知られている。他に仏語も解する。
門下生に旧ユーゴ地域研究の久保慶一がいる。

## 略歴[2]
- 1965年　東京大学教養学部国際関係論分科卒業
- 1967年　東京大学大学院社会学研究科国際関係論専門課程修士課程修了
- 1968年　ベルリン自由大学留学（西独政府給費留学生）
- 1972年　北海道大学法学部助教授
- 1973年　北海道大学法学部附属スラブ研究施設助教授
- 1978年　北海道大学スラブ研究センター教授
- 1981年　北海道大学スラブ研究センター長（1983年まで 1987年より1989年まで）
- 1993年　早稲田大学政治経済学部教授（2012年まで）
- 2020年　瑞宝中綬章受章[3][4]

## 恩師
東大で斉藤孝に師事する

## 著書

### 単著
- 『ポーランド現代史』（山川出版社、1988年）.

### 共著
- （南塚信吾・NHK取材班）『社会主義の20世紀 (3) 連帯10年の軌跡・ポーランド／おしつぶされた改革・チェコスロヴァキア』（日本放送出版協会、1990年）
- （成瀬治・黒川康）『ドイツ現代史』（山川出版社、1994年）

### 編著
- Facing up to the Past: Soviet Historiography under Perestroika (Slavic Research Center, Hokkaido University, 1989)
- The World Confronts Perestroika: the Challenge to East Asia (Slavic Research Center, Hokkaido University, 1991)
- Between disintegration and reintegration : former socialist countries and the world since 1989  (Slavic Research Center, Hokkaido University, 1994)
- 『ソ連東欧諸国の変動と国際システムへの再統合』（北海道大学スラブ研究センター、1992年）
- 『東欧政治ハンドブック――議会と政党を中心に』（日本国際問題研究所、1995年）
- 『せめぎあう構造と制度――体制変動の諸相 Between Structure and Institutions: Evolving Conflict over Regime Change 』（正文社、2008年）

### 共編著
- （木戸蓊）『東欧現代史』（有斐閣、1987年）
- （木村汎・林忠行）『講座スラブの世界 (7) スラブの国際関係』（弘文堂、1995年）
- （井内敏夫・中井和夫）『ポーランド・ウクライナ・バルト史』（山川出版社、1998年）
- （林忠行）『ポスト冷戦時代のロシア外交』（有信堂高文社、1999年）

## 論文

### 雑誌論文
- 「東欧の民族問題とマルクス主義の民族自決権概念――ローザ・ルクセンブルク」『スラブ研究』18号（1973年）
- 「戦後ポーランドの成立――ソ連外交とポーランド労働者党の戦術（1943-1945年）」『スラブ研究』18号（1973年）
- "Nobert Leser; Zwischen Reformismus und Bolschewismus--Der Austromarxismus als Theorie und Praxis,1968", 『季刊社会思想』3巻2号（1973年）
- 「コメニスのポーランドにおける活動とそのポーランド観」『スラブ研究』19号（1974年）
- 「最近のローザ・ルクセンブルク研究――ポーランドにおける活動を中心として」『スラブ研究』19号（1975年）
- 「ヨーロッパ：現代：東欧（一九七五年の歴史学界：回顧と展望）」『史学雑誌』85巻5号（1976年）
- 「東欧に関する連合国の戦争目的, 1941-1945（1-4）」『スラブ研究』21号・22号・23号・26号（1976年-1980年）
- 「多元国家ソ連との対話――在ソ十カ月の思索」『中央公論』96巻7号（1981年）
- 「ポーランド革命の歴史的位相」『世界』430号（1981年）
- 「神通力を失った「特権階級(ノメンクラトウラ)」はどこへ--ポ-ランド自主管理制度の焦点」『朝日ジャーナル』23巻42号（1981年）
- 「中国のなかのロシア――旅行者の眼で文化継受のあり方を探る」『中央公論』96巻14号（1981年）
- 「社会主義の国際的条件」『現代の理論』19巻1号（1982年）
- 「ポーランド81.12.13自制的革命の悲劇」『中央公論』97巻2号（1982年）
- 「ポ-ランドにおけるノメンクラトゥラ論争――一元的支配手段の黄昏（上・中）」『共産主義と国際政治』6巻4号・7巻1号（1982年）
- 「官僚制的安定の限界」『中央公論』98巻1号（1983年）
- 「「連帯」運動とは何だったのか――その思想と構造にそくして―（上）」『世界』446号（1983年）
- 「労働者革命の可能性と困難性――「連帯運動」とは何だったのか―（下）」『世界』447号（1983年）
- 「現存社会主義における社会変動と政治体制――ポーランドにおける党内選挙（1980-81）に即して」『スラブ研究』31号（1984年）
- 「ソ連の民族と日本の民族――多民族国家と単一民族国家（上・下）」『現代の理論』21巻5号・21巻6号（1984年）
- 「知られざる党内闘争――ポ-ランド水平運動の軌跡 1980-81年（上・下）」『現代の理論』21巻8号・21巻8号（1984年）
- 「転換期の東欧安全保障システム――ユーロミサイルの影で」『国際問題』303号（1985年）
- 「拘束衣による平和――ヤルタ体制の本質」『中央公論』100巻7号（1985年）
- 「国内に戻ってきた外交政策――ソ連東欧研究にとっての新しい課題」『国際政治』81号（1986年）
- 「ポーランド――改革と変動と（上・下）」『世界』524号・525号（1989年）
- 「システム変動下のポーランド――ラコフスキ内閣の政策を中心に」『ソ連研究』8号（1989年）
- 「東欧 社会主義国における権力の分立――ポ-ランドの場合」『比較法研究』52号（1990年）
- 「『ロシア』と『ソビエト』――ソ連における国名変更論議によせて」『世界』559号（1991年）
- 「迷走する大国――2重革命下のソ連」『世界』561号（1991年）
- 「危機の第2幕は地域抑圧と国内領土紛争か（ソ連の急転回と民族の激流--起点,そして底流へ）」『朝日ジャーナル』33巻40号（1991年）
- 「ソ連科学アカデミーの危機――旧ソ連諸国，とくにロシアの学術体制が直面している諸問題」『学術月報』45巻9号（1992年）
- 「多元的民主主義の制度化――東欧諸国の経験, 1989-92年」『ロシア研究』16号（1993年）
- 「解体の危機に瀕する東欧諸国の科学アカデミ――ポ-ランドの例を中心に」『学術月報』46巻10号（1993年）
- 「武力衝突後のロシア情勢の鍵は地方が握っている――連邦解体のおそれも」『エコノミスト』71巻45号（1993年）
- 「一東欧研究者の歩み――変動期における社会科学者と研究対象の関係を考える」『ロシア研究』20号（1995年）
- 「旧ソ連東欧諸国における共産党系勢力の復権――一般的背景と民主化にとっての意味合い」『早稲田政治経済学雑誌』329号（1997年）
- 「スラブ研究のアイデンティティ・クライシス」『学術月報』50号（1997年）
- 「東欧の民族問題」『外交フォーラム』12巻6号（1999年）
- 「覇権後スラブ=ユーラシアの民族関係――新しいパラダイムを求めて」『海外事情』52巻6号（2004年）
- 「ポーランド政治の右傾化」『海外事情』54巻6号（2006年）
- 「東欧の1956年――クレムリン、民衆、指導者」『ユーラシア研究』35号（2006年）
- 「ソ連・東欧圏の六八年――改革共産主義の興隆と終焉」『環』33号（2008年）
- 「遅れた到来、一斉の開花、不確かな将来 : 東欧から「アラブの春」を見る」『中東研究』2011年度3号（2012年）

### 単行本所収論文
- 「民族主義と大国の安全保障――東欧における国境問題の展開」『地理』（古今書院、1980年）
- 「東欧政治とEC統合――ポーランドを中心として」日本政治学会編『年報政治学』（岩波書店, 1993年）